# 崔西·曼
崔西·羅伯特·曼（英語：Tracey Robert Mann，1976年12月17日—）是美国的一位政治家，所屬政黨是共和黨。自2021年開始，他擔任堪薩斯州第一國會選區選出的聯邦眾議員。